# Niphoparmena longicornis
Niphoparmena longicornis là một loài bọ cánh cứng trong họ Cerambycidae.